# Alcea galilaea
Alcea galilaea là một loài thực vật có hoa trong họ Cẩm quỳ. Loài này được Zohary mô tả khoa học đầu tiên năm 1963.